# Miguel Aguirre Rodríguez
Miguel Aguirre y Rodríguez (c. 1845-c. 1907) fue un pintor español del siglo XIX.

## Biografía

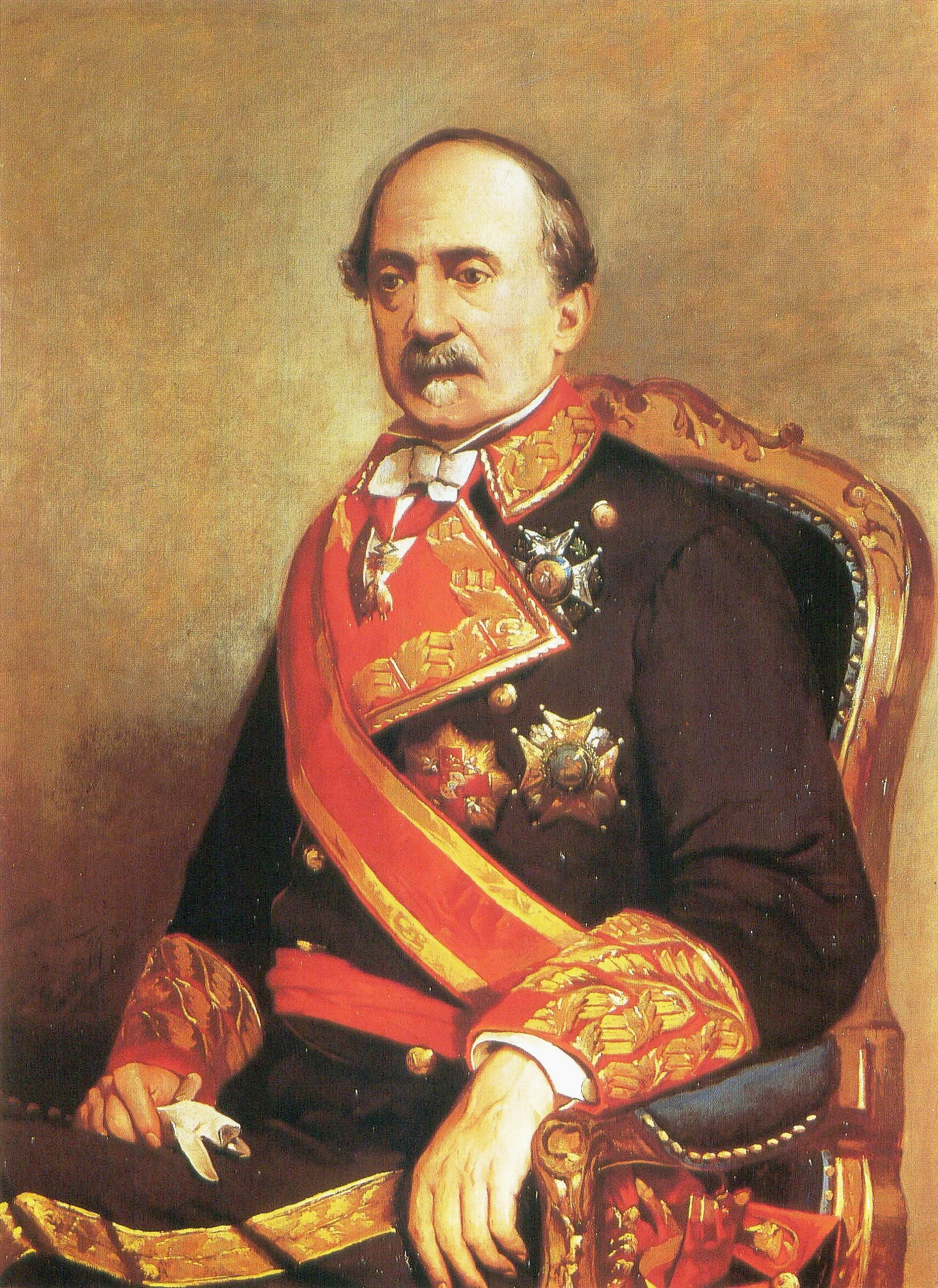
Retrato del marqués del Duero realizado por Aguirre

Habría nacido hacia 1845. Pintor natural de Cádiz, fue discípulo de la Escuela Especial de Pintura, Escultura y Grabado de Madrid, para lo que había sido pensionado por el Ayuntamiento de su ciudad natal. Fueron de su mano las siguientes obras: Una partida a la brisca, El castigo de una falta y Un estudio, que figuraron en la Exposición Nacional de 1871; una copia del San Andrés de Rivera para el Ayuntamiento de Cádiz, un Retrato de cuerpo entero del rey D. Alfonso XII con destino al Ministerio de la Guerra y por el que le fue concedida una encomienda de Isabel la Católica, un Retrato del Marqués del Duero para el Senado, Una cantora con destino a la rifa que el Ateneo de Madrid realizó en favor de los afectados por las inundaciones de Murcia y Un retrato con el que contribuyó a la Exposición Nacional de Bellas Artes de 1881. Habría fallecido hacia 1907.